# Cocor cu coroană roșie
Cocorul cu coroană roșie (Grus japonensis) (în chineză tradițională: 丹頂鶴; ideograma chineză '丹' înseamnă „roșu”, '頂/顶' înseamnă „coroană” iar '鶴/鹤' înseamnă „cocor”) cunoscut, de asemenea, drept cocorul japonez este un cocor mare din Asia de est, printre cei mai rari cocori din lume. În unele părți ale arealului său, este cunoscut ca un simbol al norocului, longevității și fidelității.

## Descriere

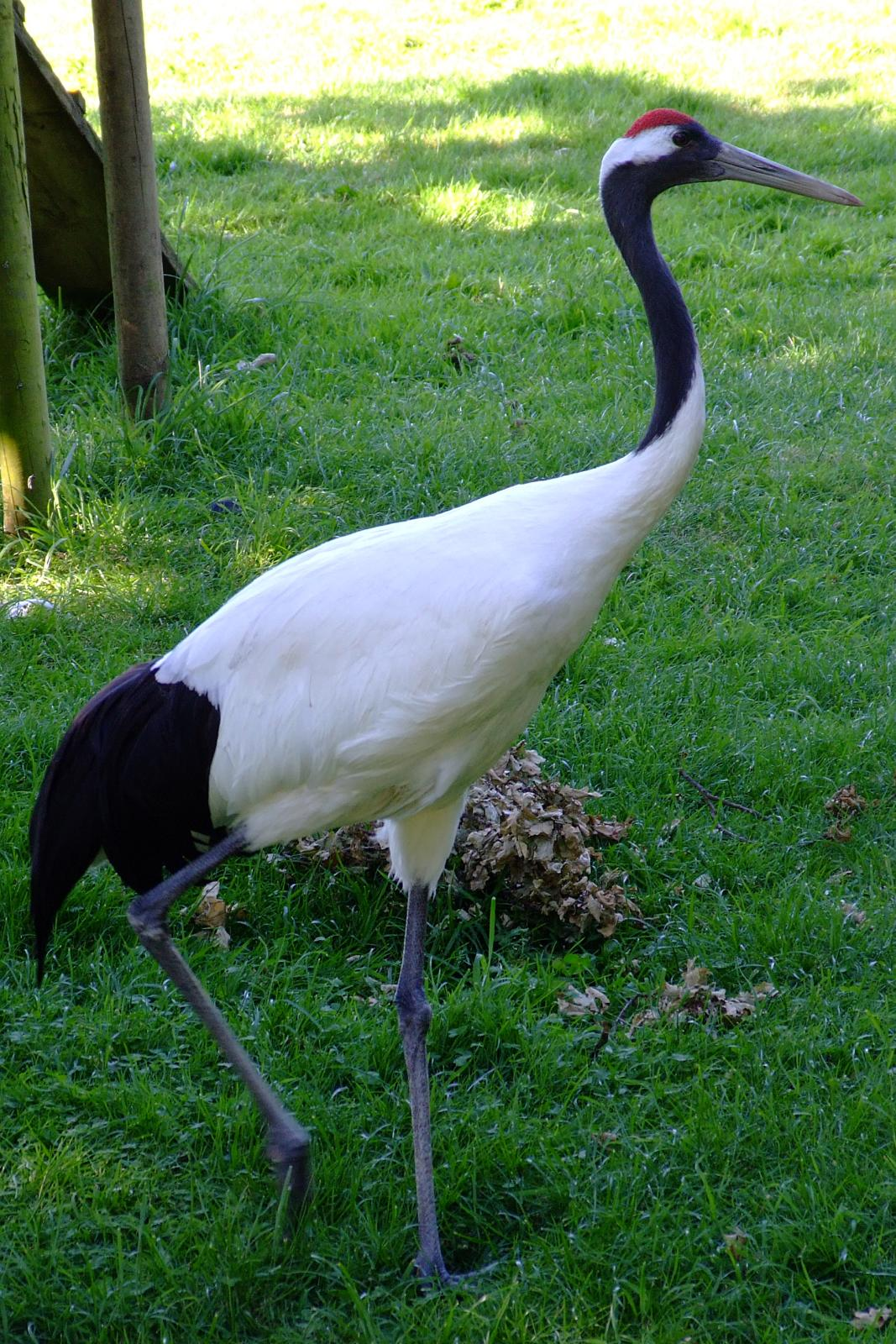
La Marwell Zoo, Anglia

Cocorul cu coroană roșie este numit după un petic de piele goală roșie de pe cap, care devine mai aprinsă în timpul sezonului de împerechere. În ansamblu, păsările sunt de culoare albă ca zăpada, cu negru pe aripile secundare, care pot apărea aproape ca o coadă neagră atunci când păsările stau în picioare, dar penele reale ale cozii sunt de fapt albe. Masculii au obrajii și gâtul negre, în timp ce femelele sunt gri-perlat în aceste zone. Ciocul este verde-măsliniu, picioarele și labele picioarelor sunt negru-cenușiu, iar irisul este maro închis.
Este unul dintre cei mai mari și mai grei cocori, măsurând de obicei 1,50-1,58 metri înălțime și 1-1,5 metri în lungime (de la cioc până la vârful cozii). Anvergura aripilor măsoară 2,2-2,50 metri. Greutatea corporală tipică poate varia de la 4,8 la 10,5 kg, masculii fiind puțin mai mari și mai grei decât femelele, greutatea variind mai mult cu puțin timp înainte de migrare. Deși atât cocorul sarus cât și cocorul cu caruncule pot crește și pot depăși această specie în măsurători liniare, în medie, cocorul cu coroană roșie este cea mai grea specie de cocori. În medie, masculul adult din Hokkaidō cântărește în jur de 8,2 kg iar femela adultă aproximativ 7,3 kg. Un studiu rus a constatat că masculul are o medie de 10 kg și femela o medie de 8,6 kg; în unele cazuri, femelele ar putea depăși masculii. Greutatea maximă cunoscută a cocorului cu coroană roșie este de 15 kg. Dintre măsurătorile standard, coarda aripii măsoară 50,2-74 cm, lungimea cozii este de 21,5-30 cm, iar tarsul măsoară 23,7-31,9 cm.

## Areal și habitat
Primăvara și vara, populațiile migratoare de cocori cu coroană roșie se reproduc în Siberia (estul Rusiei), nord-estul Chinei și, ocazional, în nord-estul Mongoliei. Zona de reproducere se concentrează la lacul Chanka, aflat la granița dintre China și Rusia. În mod normal, cocorul depune două ouă, dintre care doar unul supraviețuiește. Mai târziu, în toamnă, migrează în cârduri către peninsula coreeană și est-centrul Chinei unde petrece iarna. Exemplare răzlețe au fost înregistrate și în Taiwan.
Pe lângă populațiile migratoare, o populație rezidentă se găsește în estul Hokkaidō, Japonia. Specia cuibărește în zone umede, mlaștini și râuri. În zona de iernare, habitatul lor este cuprins în principal din câmpuri de orez și zone umede de coastă.

## Ecologie și comportament

### Dietă

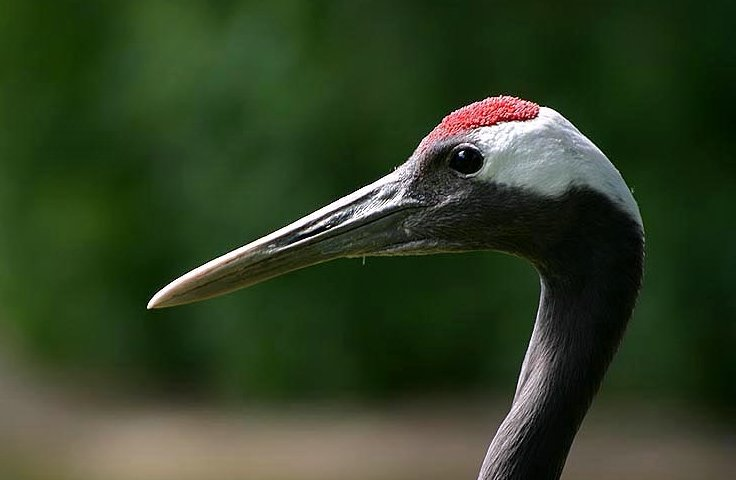
Capul și partea de sus a gâtului

Cocorul cu coroană roșie are o dietă omnivoră, deși preferințele alimentare nu au fost studiate pe deplin. Mănâncă orez, pătrunjel, morcovi, cercis, ghinde, hrișcă și o varietate de plante acvatice. Dieta animală este formată din pești, inclusiv crap și carasul auriu, amfibieni (în special salamandre), melci, crabi, libelule, reptile mici, creveți, mamifere mici, cum ar fi rozătoarele și păsările mici precum rățuștele. Se pare că preferă o dietă carnivoră, deși orezul este acum esențial pentru supraviețuirea păsărilor care iernează în Japonia, iar semințele de iarbă sunt o altă sursă importantă de hrană. În timp ce toți cocorii sunt omnivori, potrivit ornitologului american Johnsgard, cele două specii de cocori dintre cele mai comune astăzi (cocorul canadian și cocorul mare) se numără printre cele mai erbivore, în timp ce cele mai rare două specii (cocorul cu coroană roșie și cocorul cu caruncule) sunt probabil cele mai carnivore specii. 
Când se hrănește cu plante, cocorul cu coroană roșie prezintă o preferință pentru plantele cu un conținut ridicat de proteine brute și un conținut scăzut de fibre brute.
În mod obișnuit, se hrănește ținându-și capul aproape de pământ, lovindu-și ciocul în noroi atunci când întâlnește ceva comestibil. Când capturează pești sau altă pradă alunecoasă, lovește rapid extinzându-și gâtul spre exterior, un stil de hrănire similar cu cel al stârcului. Deși prada animală poate fi înghițită întreagă, adesea, cocorul cu coroană roșie rupe prada prin apucarea cu ciocul și agitarea energică a acestuia, mâncând bucăți pe măsură ce se destramă. 

### Migrație
Populația cocorului cu coroană roșie din Japonia este în mare parte nemigratoare, iarna deplasându-se la numai 150 km distanță până la arealul său de iernat. Doar populația continentală se confruntă cu o migrație pe distanțe lungi. Primăvara părăsește arealul de iarnă iar toamna, își părăsește teritoriile de reproducere în octombrie și noiembrie, migrația fiind completă până la jumătatea lunii decembrie.

### Reproducere

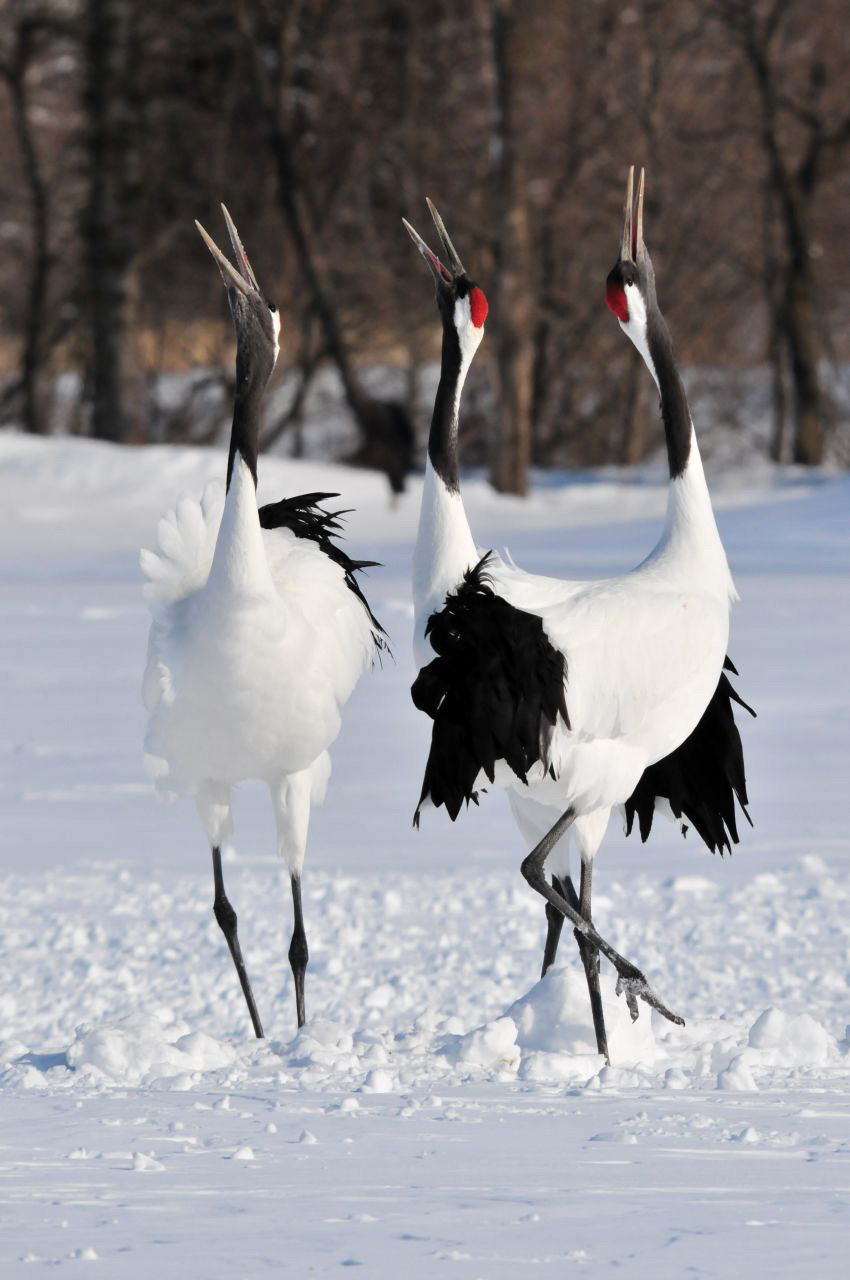
„Dansul” cocorilor japonezi

Se consideră că maturitatea reproductivă este atinsă la vârsta de 3-4 ani. Toate împerecherile și depunerea ouălor sunt în mare parte limitate la aprilie și începutul lunii mai. O pereche de cocori cu coroană roșie dansează în diverse situații, ajutând la formarea și întreținerea legăturii cu perechea, precum și la avertisment teritorial. Perechea se mișcă ritmic până când stă aproape, aruncându-și capul pe spate și lăsând un apel fluturat la unison, declanșând adesea și alte perechi să înceapă ceremonia de curtare. 

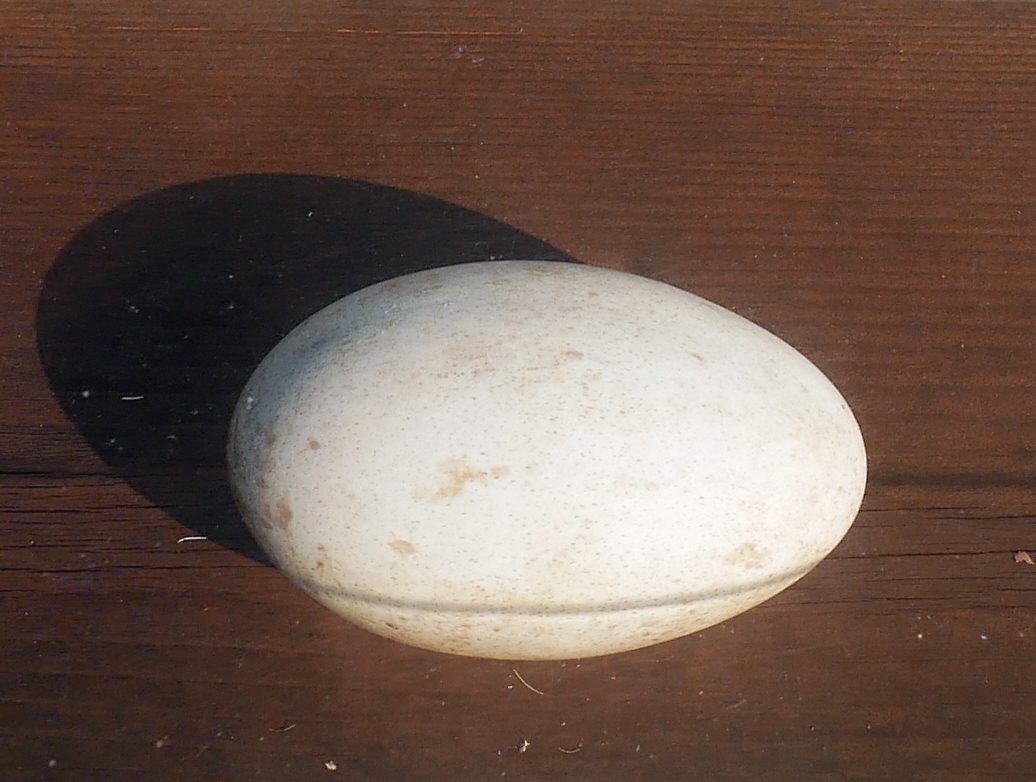
Ou de cocor cu coroană roșie

Perechile sunt teritoriale în timpul sezonului de reproducere. Teritoriile de cuibărire variază de la 1 la 7 km2 și sunt deseori același an după an. Majoritatea teritoriilor de cuibărit sunt caracterizate de teren plat, acces la habitatul zonelor umede și ierburi înalte. Locul pentru cuib este selectat de femelă, dar cuibul este construit de ambii cocori, din iarbă, stuf și alte părți ale plantelor, fie pe pământ umed, fie pe ape puțin adânci, de cel mult 20-50 cm adâncime. Construirea cuiburilor durează aproximativ o săptămână. Femela depunde două ouă, intervalul dintre depunerea ouălor fiind de două până la patru zile. S-au înregistrat și cuiburi cu unul sau trei ouă. Ambele sexe incubează ouăle timp de cel puțin 30 de zile. De asemenea, amândoi hrănesc puii după ce ies din găoace. Puii cântăresc aproximativ 150 g și sunt acoperiți cu puf galben timp de două săptămâni. Până la începutul toamnei, la aproximativ 95 de zile de la eclozare, puii sunt acoperiți de pene și sunt gata de migrație. Deși pot zbura bine, puii cocorului rămân împreună cu părinții timp de aproximativ 9 luni. Cocorii tineri au o voce mai puternică, care le poate servi pentru a le distinge de păsările mature similare ca aspect exterior. Durata medie de viață a adulților este de aproximativ 30 până la 40 de ani, unele exemplare trăind până la 75 de ani în captivitate. Este una dintre cele mai longevive specii de păsări.

### Interacțiuni între specii

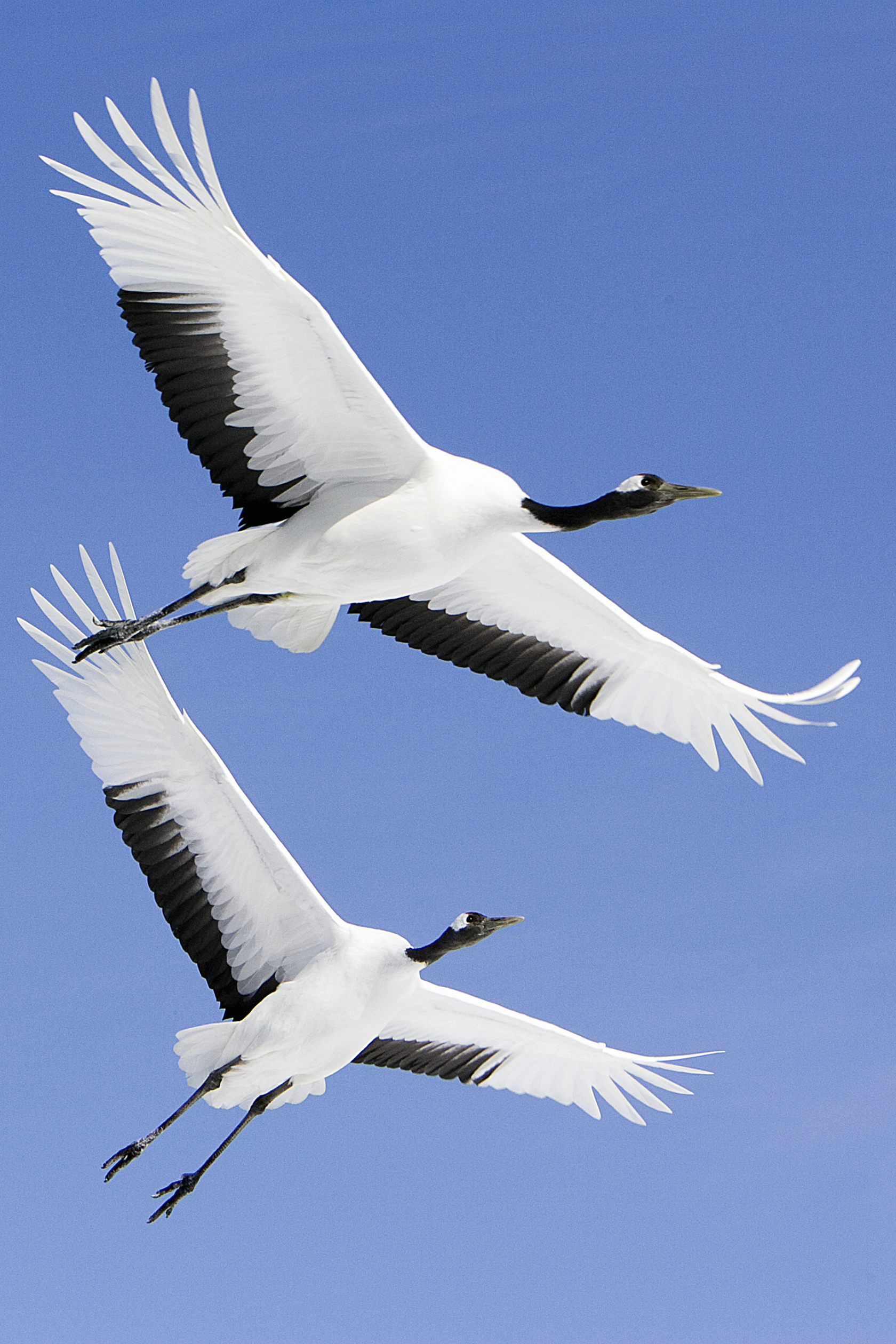
Cocori cu coroane roșii în zbor

Cocorul cu coroană roșie este o pasăre de dimensiuni mari și nu are prădători naturali pe teritoriile lor de iernat. Cu o înălțime medie de 1,5 m descurajează majoritatea prădătorilor. Șoimii, bufnițele și șorecarii comuni vânează animale mici lângă un cuib de cocor, fără ca niciuna dintre aceste părți să se hărțuiască reciproc. Cu toate acestea, păsările care sunt mai predispuse să fie prădători de ouă sau cuiburi, cum ar fi corvidele și diferiți vulturi, sunt tratați agresiv și sunt amenințați până când părăsesc teritoriul cocorului.
Carnivorele de mamifere, inclusiv vulpea roșie, bursucul, enotul, jderul și câinele domestic care reprezintă o amenințare pentru ouă și pui, sunt atacate imediat, cocorul părinte încercând să le lovească în flancuri până când prădătorii părăsesc vecinătatea. Acești mici prădători nu prezintă nici un pericol pentru pui în prezența adulților și sunt alungați de cocor fără dificultate. Prădătorii mai mari, cum ar fi lupul cenușiu și câinii mari, pot fi respinși de cocorul mascul agresiv. Nurca americană introdusă în Hokkaidō este unul dintre cei mai de succes prădători de ouă și cuiburi. Cocorii tineri sau chiar adulți pot fi uciși de vulpea roșie în Japonia și de pisicile leopard în Coreea de Sud, deși acest lucru este rar raportat, în special la adulți. Adesea, aceste păsări se pot apăra cu ușurință folosind ciocul ascuțit sau pur și simplu zboară departe de pericol.
Cocorul cu capul alb cuibărește adesea lângă cocorul cu coroană roșie, dar concurența dintre aceste specii pentru hrană într-o zonă comună de cuibărit este redusă datorită porțiunii mai mari de vegetație din dieta cocorului cu ceafă albă. În cazurile în care interacțiunile devin agresive între aceste păsări, cocorul cu coroană roșie este dominant datorită dimensiunii sale considerabil mai mare. După cum au raportat cercetătorii care studiază cocorii, această specie puternică este considerată ușor periculoasă și predispusă să răspundă rapid cu o agresivitate considerabilă la abordarea de către oameni și sunt capabile să provoace răni dureroase folosind atât picioarele cât și ciocul asemănător pumnalului.

## Statut și risc
Populația cocorilor cu coroane roșii este împărțită într-o populație continentală migratoare în Coreea, China, Mongolia și Rusia și o populație rezidentă japoneză în Hokkaidō. Populația totală estimată a speciei este de doar 1.830 în natură, inclusiv aproximativ 950 de păsări în populația japoneză rezidentă. Dintre populațiile migratoare, aproximativ 400-500 iernează în China (în principal în delta râului Galben și zonele umede de coastă Yancheng), iar restul de 1000-1050 iernează în Coreea. A primit statutul pe cale de dispariție la 2 iunie 1970.
Câteva sute de cocori cu coroană roșie sunt păstrați în grădinile zoologice din întreaga lume. Eforturile internaționale ale Rusiei, Chinei, Japoniei și Coreei sunt necesare pentru a menține specia de la extincție. Cea mai presantă amenințare este distrugerea habitatului, cu o lipsă generală de habitate de zone umede curate rămase pentru ca speciile să cuibărească. În Japonia, rămâne puțin habitat adecvat de cuibărit, iar populația de reproducere locală este aproape de punctul de saturație.
În Coreea de Sud, a fost desemnat monument natural 202  și o specie pe cale de dispariție.

## Semnificație culturală

### China

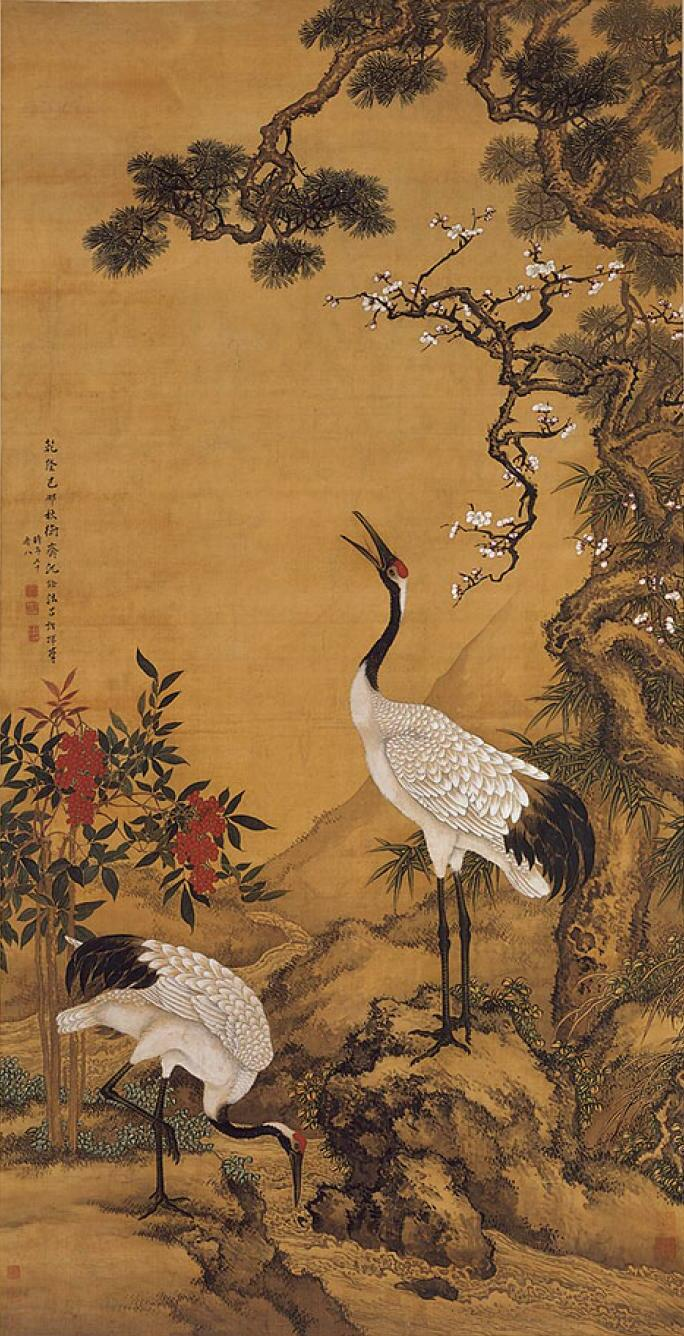
Trei simboluri chinezești: pin, ginseng și cocor (aici cocorul cu coroană roșie).

În China, cocorul cu coroană roșie este adesea prezent în mituri și legende. În taoism, cocorul cu coroană roșie este un simbol al longevității și nemuririi. În artă și literatură, nemuritorii sunt adesea descriși călare pe cocori. Un muritor care atinge nemurirea este în mod similar transportat de un cocor. Reflectând această asociere, cocorul cu coroană roșie este numit xian he (xiānhè; "cocori binecuvântați"). Cocorul cu coroană roșie este, de asemenea, un simbol al nobilimii. Reprezentări ale cocorului au fost găsite în mormintele dinastiei Shang și în ceremonialul dinastiei Zhou. O temă obișnuită în arta chineză ulterioară este cărturarul care cultivă bambus și are cocori. Unii literați chiar au crescut cocori și i-au antrenat să danseze după muzica guqin.
Dinastiile Ming și Qing au înzestrat cocorul cu coroană roșie cu conotația culturală de loialitate, corectitudine și moralitate nobilă. Cocorul cu coroană roșie este brodat pe hainele unui funcționar public. Este listat ca un simbol important situat lângă Loong și Fenghuang folosiți de familia regală. Prin urmare, oamenii consideră, de asemenea, cocorul ca pe un simbol al unui înalt oficial. Imaginea cocorului cu coroană roșie apare în general în relicvele culturale chinezești și în operele de artă.
Datorită importanței sale în cultura chineză, cocorul cu coroană roșie a fost selectat de Biroul Național Silvic din Republica Populară Chineză drept candidat la titlul de animal național al Chinei. Această decizie a fost amânată din cauza traducerii cocorului cu coroană roșie drept „cocor japonez”.

### Japonia

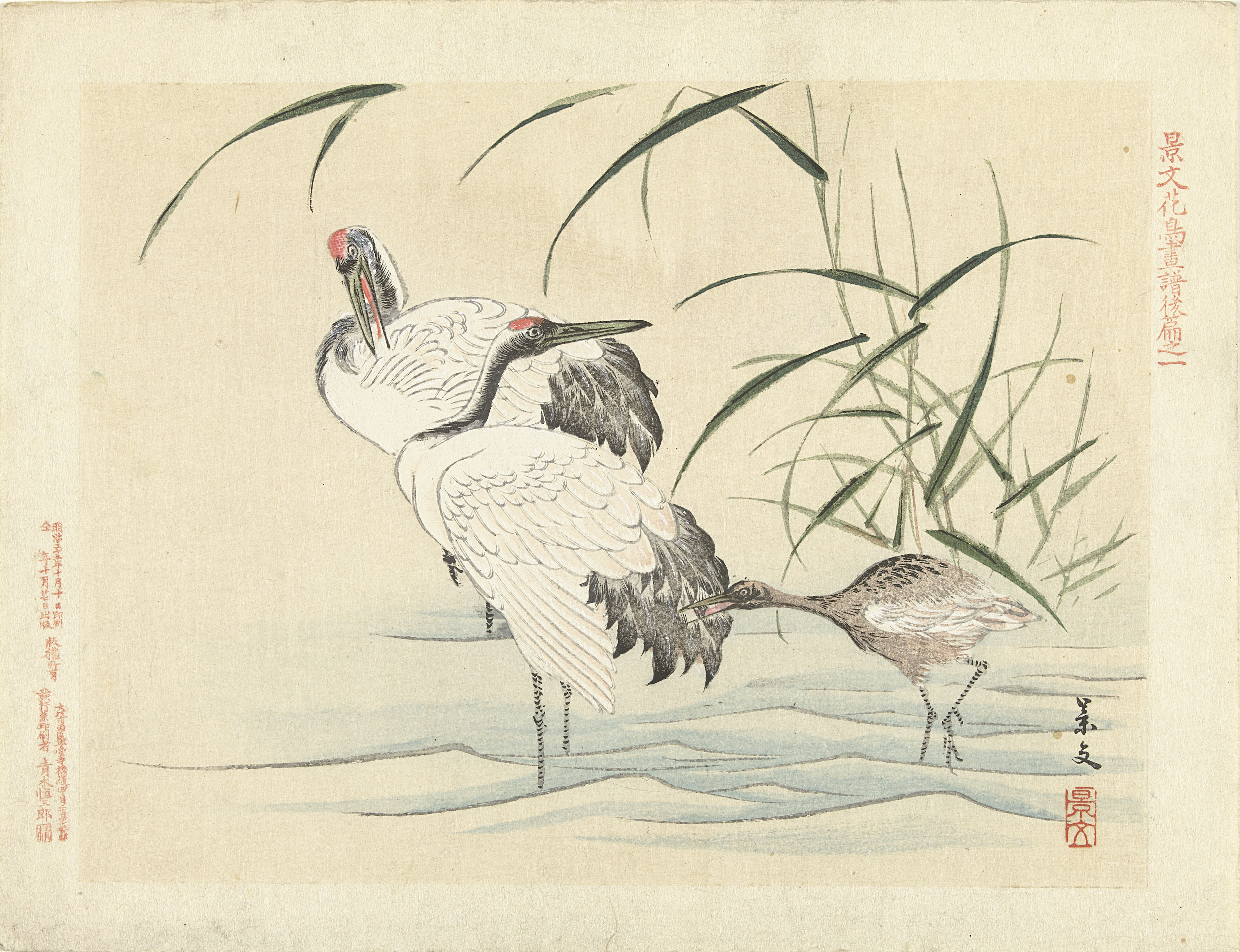
Cuplu de cocori cu coroană roșie și pui, xilografie color, colecție japoneză, 1892

În Japonia, acest cocor este cunoscut sub numele de tanchōzuru și se spune că trăiește 1.000 de ani. O pereche de cocori cu coroană roșie a fost utilizată în design-ul bacnotei de 1000 de yeni (revers). În limba ainu, cocorul cu coroană roșie este cunoscut sub numele de sarurun kamuy și este atât un mesager al morții, cât și un simbol al vieții veșnice.
Cocorii au fost vânați în Japonia, vânătoarea, care a fost efectuată cu șoimi, a fost rezervată înaltei nobilimi japoneze pentru o lungă perioadă de timp. Abia după 1867, anul Restaurației Meiji, i s-a permis populației rurale să vâneze cocori în Japonia. În 1889, populația de cocori era atât de epuizată, încât se credea că cocorul cu coroană roșie din Japonia fusese în mare parte exterminată. La începutul secolului al XX-lea, cocorii cu coroană roșie dispăruseră din Hokkaidō. În 1910 au fost observați din nou cocori cu coroană roșie, în 1924 a fost observată pentru prima dată un mic cârd în mlaștinile Kushiro. Vânătoarea de cocori a fost apoi interzisă, iar Ministerul Culturii din Japonia a declarat cocorul cu coroană roșie monument național. În timpul unui îngheț sever din 1952, fermierii locali au salvat un cârd de 30 de cocori cu coroană roșie care se adunaseră în jurul unui izvor fierbinte, punând cereale. Această tradiție continuă până în prezent.
Având în vedere reputația sa, Jerry Huff, un expert american în branding, l-a recomandat ca sigla internațională a Japan Airlines, după ce a văzut o reprezentare a acesteia într-o galerie de blazonuri de samurai. Huff a scris: „Am avut încredere că este simbolul perfect pentru Japan Air Lines. Am descoperit că mitul cocorului este unul pozitiv — se împerechează pe viață (loialitate) și zboară la înălțime kilometri fără să obosească (forță)”.

## Galerie

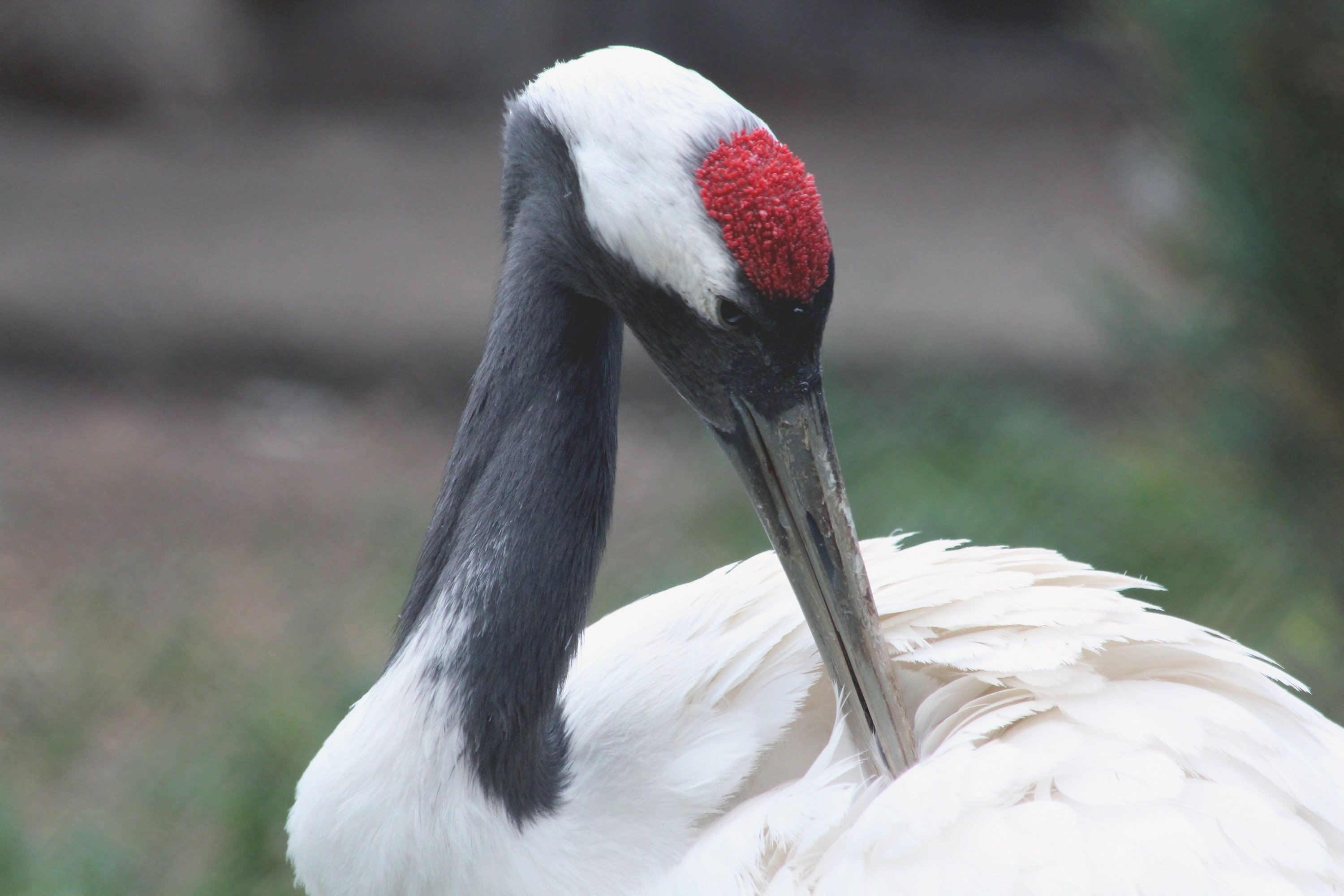
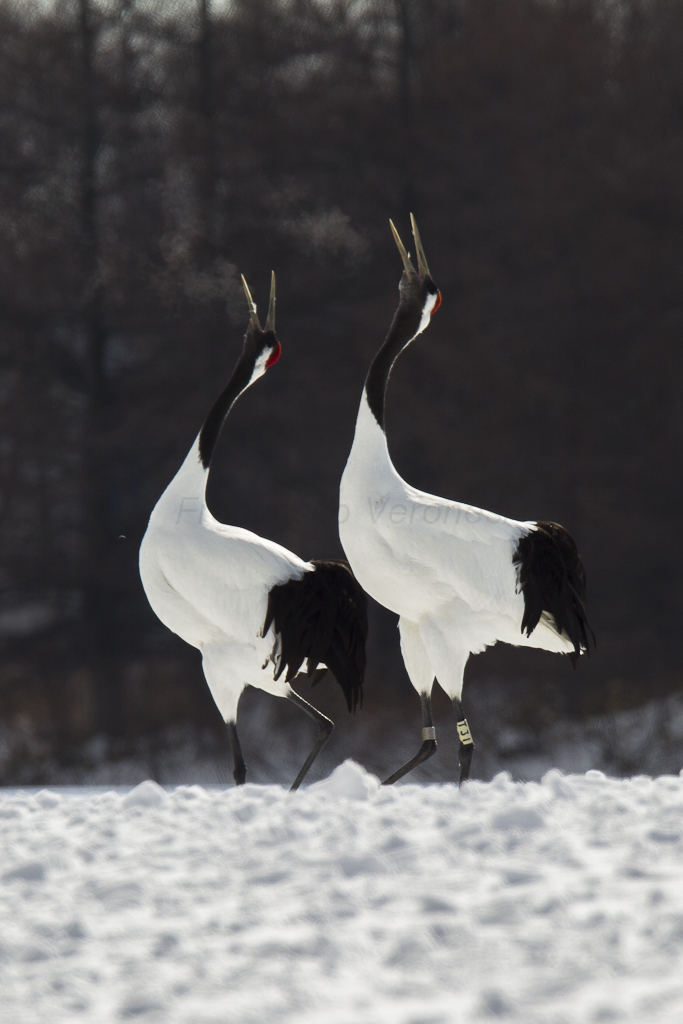
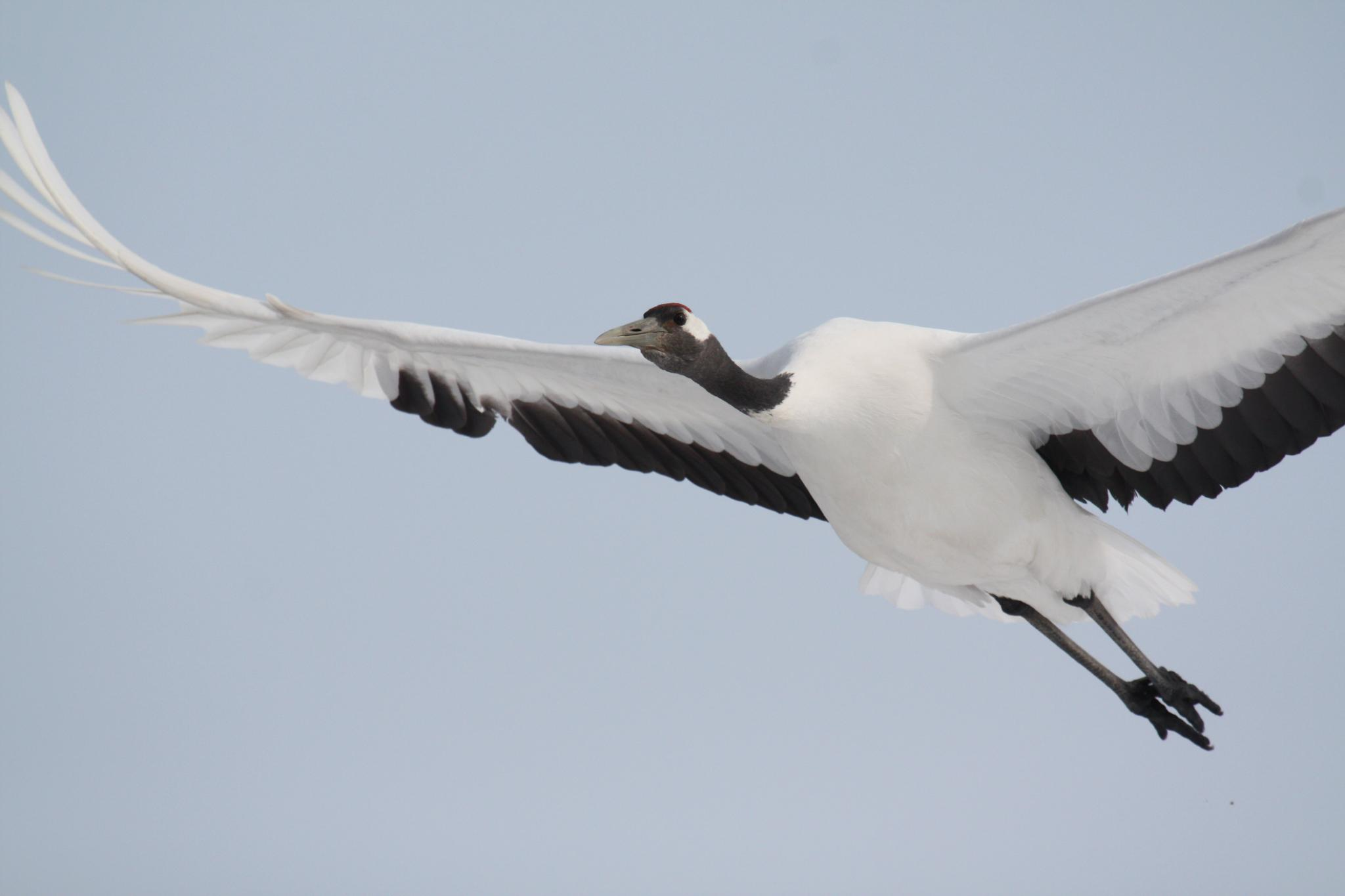